# Richard Haas (Mediziner)
Richard Haas (* 23. September 1910 in Chemnitz; † 26. September 1988 in Kempten (Allgäu)) war ein deutscher Hygieniker, Bakteriologe und Hochschullehrer.

## Leben
Haas absolvierte ein Studium der Medizin und der Chemie an den Universitäten München, Göttingen und Leipzig. Das Chemiestudium schloss er mit Diplom und das Medizinstudium mit Staatsexamen ab; 1935 folgte die Promotion zum Dr. med. Danach war er Assistent bei Emil Abderhalden am soziologisch-chemischen Institut der Universität Halle. Ab 1937 war er in Marburg am Institut für experimentelle Therapie der Behringwerke tätig und leitete dort ab 1938 die diagnostische Untersuchungsabteilung. Haas habilitierte sich 1942 mit einer Schrift über Giftstoffe der Ruhrbakterien an der Universität Marburg und war dort ab Sommer 1942 als Privatdozent für Hygiene tätig.
Bereits 1933 war er der SA im Zuge der Machtübergabe an die Nationalsozialisten beigetreten. Am 14. September 1937 beantragte er die Aufnahme in die NSDAP und wurde rückwirkend zum 1. Mai desselben Jahres aufgenommen (Mitgliedsnummer 5.401.668). Des Weiteren gehörte er der NSV, dem NS-Ärztebund sowie dem NS-Bund Deutscher Technik an.
Während des Zweiten Weltkrieges leitete er von Dezember 1942 bis 1944 das Institut Emil von Behring im deutsch besetzten Lemberg, in dem Fleckfieberforschung betrieben wurde und Fleckfieberimpfstoffe hergestellt wurden. Haas kooperierte in diesem Zusammenhang mit der Fleckfieberversuchsstation im KZ Buchenwald, die von Erwin Ding-Schuler geleitet wurde. Er wechselte 1943 von der SA zur SS.
Nach Kriegsende befand sich Haas in alliierter Internierung. Danach leitete er ab 1950 den humanmedizinischen Forschungszweig bei den Behringwerken. An der Universität Marburg stand er ab 1952 dem Institut für experimentelle Therapie vor und war in Marburg ab 1953 als außerplanmäßiger Professor tätig.
Von Mai 1955 bis zu seiner Emeritierung 1975 war er Professor für Hygiene und Bakteriologie an der Universität Freiburg. Er war auch Präsident der Deutschen Vereinigung zur Bekämpfung der Viruskrankheiten.
Seit 1967 war er ordentliches Mitglied der Heidelberger Akademie der Wissenschaften.